# Herman Hoogland
Herman Hoogland (Utrecht, 13 oktober 1891 - aldaar, 25 november 1955) was een Nederlandse dammer. Hij werd in zijn damcarrière eenmaal wereldkampioen dammen en eenmaal Nederlands kampioen dammen.
Hoogland kreeg eind 1908 op 17-jarige leeftijd bekendheid in de damwereld. Hij werd tijdens het kampioenschap van Nederland in 1908 en 1911 tweede achter De Haas. In 1911 speelde hij een vriendschappelijke match met Weiss, die er met moeite in slaagde Hoogland met 11-9 te verslaan. In 1912 was Hoogland de eerste Nederlander die de officiële wereldtitel behaalde. In 1913 werd hij Nederlands kampioen en in 1925 verloor hij de wereldtitel.
In 1923 lanceerde Hoogland de Nieuwe Speelwijze, waarin dammen elkaar horizontaal en verticaal kunnen slaan. Hoogland is oprichter van vele damclubs in Nederland en medeoprichter van de Utrechtse Provinciale Dambond. Ook ontwikkelde hij een naar hem vernoemd openingssysteem dat ook weleens de kerkhofaanval wordt genoemd (een voorpost van wit op 22 of van zwart op 29).
Hij overleed op 64-jarige leeftijd aan een hartziekte.

## Titels
- Wereldkampioen dammen - 1912
- Nederlands kampioen dammen - 1913

## Palmares
- 1908:  NK
- 1911:  NK in Amsterdam
- 1912:  WK in Rotterdam
- 1913:  NK in Amsterdam
- 1916:  NK in Amsterdam
- 1919:  NK in Amsterdam
- 1920: 8e NK in Amsterdam
- 1925: 6e WK in Parijs